# Караванг
Караванг (Кота Караванг или Караванг Кота) — столица округа Караванг в Западной Яве, Индонезия. Находится в 50 км к востоку от Джакарты.
Караванг известен как основной район производства риса в Западной Яве.
Караванг также известен своими производственными мощностями, включая Honda Prospect Motor и Toyota Motor Manufacturing Indonesia. Mitsubishi Motors Indonesia также имела здесь завод с 1988 по 2015 год.

## История
В марте 2010 года Караванг пострадал от сильного наводнения, было затоплено 10 747 домов. Пострадало 11 540 семей (44 тыс. человек).
Генрих Кристиан Макло, немецкий натуралист, был убит здесь 12 мая 1832 года во время восстания на острове.